# La leyenda de Drácula
La leyenda de Drácula (título original: Vem var Dracula?) es un documental de terror de 1974, dirigido por Calvin Floyd, escrito por Yvonne Floyd y basado en el libro de Radu Florescu y Raymond McNally, musicalizado por Calvin Floyd, en la fotografía estuvo Anders Bodin, Tony Forsberg y Gunnar Larsson, los protagonistas son Solveig Andersson, Tor Isedal y Christopher Lee. Esta obra fue realizada por Aspekt Telefilm-Produktion GmbH y Société Française de Production (SFP), se estrenó el 6 de enero de 1974.

## Sinopsis
En este documental se dan a conocer detalladamente las leyendas de los vampiros, empleando pinturas, libros y filmes antiguos.